# Griva de Sichuan
La griva de Sichuan (Zoothera griseiceps) és un ocell de la família dels túrdids (Turdidae).

## Hàbitat i distribució
Viu entre la malesa del bosc i zones rocoses amb arbusts del sud de la Xina i nord-oest del Vietnam.